# Sociedad Deportiva Ponferradina
La Sociedad Deportiva Ponferradina, S. A. D. es un club de fútbol español de la ciudad de Ponferrada, en la comarca leonesa de El Bierzo, que disputa sus encuentros oficiales en el Estadio El Toralín.
En la actualidad el equipo milita en el Grupo 1 de la Primera Federación, la tercera categoría del fútbol nacional.
Fue fundado el 7 de junio de 1922. Debutó en Segunda División en la temporada 2006-07 y desde entonces ha participado un total de 10 temporadas en la categoría. Su mejor clasificación en Segunda es la séptima posición en que finalizó las temporadas 2012-13 y 2014-15, quedándose a un puesto de disputar la fase de ascenso a Primera División.

## Mascota

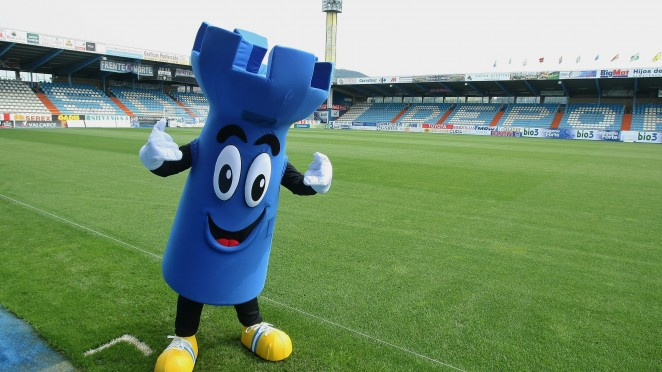
Depi, mascota de la Ponferradina, en El Toralín.

## Historia[3]
La Sociedad Deportiva Ponferradina fue fundada el 7 de junio de 1922 y su primer presidente fue Rogelio López Boto. La Ponferradina ha sido siempre un club muy vinculado a El Bierzo, del que es uno de los símbolos de referencia, siendo la entidad bandera del deporte berciano. Además el club, es una de las instituciones más comprometidas con la comarca y siempre ha hecho gala de ese bercianismo por toda la geografía nacional.

### Fundación del club
El 7 de junio de 1922 se reúnen en Ponferrada, en lo que bien podría considerarse una asamblea general, una serie de personas dispuestas a crear un equipo de fútbol. Tras elegir la junta directiva, a cuyo frente figuraba como presidente D. Rogelio López Boto, en el punto quinto del orden del día se debate el nombre de la nueva entidad acordándose el de Sociedad Deportiva Ponferradina. Igualmente también queda determinado el uniforme, compuesto por pantalón azul y jersey a franjas azules y blancas con un escudo en rojo donde figure las letras S. D. P. y el castillo de la ciudad.
Por carecer de recursos se decide, al siguiente año, la construcción del campo dentro de la fortaleza de los Templarios por creerlo más económico y “más difícil de burlar el pago de las localidades”, comenzando unas obras que son interrumpidas por un Real Decreto, de S.M. el Rey Don Alfonso XIII, que declaraba al castillo Monumento Nacional. Pero las dificultades son orilladas comprando una serie de fincas en el campo de Santa Marta donde se prepara el terreno de juego, inaugurado oficialmente el 8 de septiembre de 1923 con un partido frente a la Cultural y Deportiva Leonesa.
La Sociedad celebra una serie de encuentros amistosos con otros conjuntos de la provincia de León y de Galicia encuadrándose en 1926 en la Federación Castellano y Leonesa con sede en Valladolid dentro de la Segunda categoría. El equipo queda campeón del grupo ascendiendo a la superior y adjudicándose la Copa Federación. Los mejores momentos deportivos de la década de los veinte giran alrededor de 1928 teniendo como presidente a Don Fernando Miranda.
El equipo deja de competir en 1930 por una grave crisis que estuvo a punto de provocar su desaparición, la Deportiva consigue recuperar el empuje de años anteriores y vuelve a la competición en 1932.
En 1935 se proclama campeón Regional y en el siguiente año subcampeón para encarar, de inmediato, la forzosa inactividad motivada por la guerra civil. En 1937 se quiere hacer resurgir a la Federación Española de Fútbol, invitando a una serie de equipos, siendo la Ponferradina el primer club que aceptaba la adhesión.

### Años 1940
En 1940 pasa a depender de la Federación Asturiana participando, en los siguientes años, en el Campeonato Regional para iniciar su andadura por la Tercera División en 1943. En las campañas posteriores su clasificación no alcanza puestos de relevancia hasta la temporada 1953-54 donde queda segunda jugando el ascenso en una liguilla en la que intervienen Caudal, La Felguera, Huesca y Gerona. Al final de la misma, termina en tercera posición.

### Años 1950 y 1960
El primer título nacional lo alcanzaba en la campaña 1957-58 al clasificarse campeón del Grupo, hecho que se acoge festivamente en la ciudad. El sorteo de la eliminatoria por el ascenso le depara enfrentarse al Barakaldo siendo necesario, después de los choques en los respectivos campos, un tercer partido en terreno neutral que se celebra en Burgos. La parcial actuación del colegiado de turno, que deja a la Deportiva con siete jugadores, hace que el resultado se decante del lado vasco por 2-1.
La promoción vuelve a jugarla en la temporada 1963-64 pero el Fabril de La Coruña le cierra el camino. El intento volvería a repetirse dos campañas después al ser primera en la tabla con tan solo un partido perdido de los treinta disputados y ciento cuatro goles marcados pero, en esta ocasión, el Eldense sería el encargado de eliminarla. En la 1966-67 son segundos pasando las dos confrontaciones previas para caer en la definitiva frente a la U.P. de Langreo que defendía la categoría.

### Años 1970
Tras unas temporadas ocupando siempre puestos por la cabeza de la tabla, la Ponferradina entra en una fase de penurias económicas y deportivas que llevan al descenso al final de la campaña 1973-74 y a la venta del campo de Santa Marta, propiedad del club, celebrándose el último partido en dicho terreno el 16 de marzo de 1975 pasando a jugar en Fuentesnuevas.
La primera temporada en Regional no pasa de ser discreta, pero en la segunda la marcha es imparable acabando el año de 1975 como único equipo español imbatido con quince partidos disputados y otras tantas victorias. Al final vuelven a Tercera habiendo perdido solo cinco encuentros de los treinta y ocho jugados. Las clasificaciones que va obteniendo el conjunto blanquiazul, en los siguientes años, son buenas teniendo en cuenta la potencialidad del grupo en que milita. Mientras pasan estas temporadas en Regional, su máximo rival, la Cultural y Deportiva Leonesa está en lo más alto.

### Años 1980

#### Temporada 1980-81
En la primera temporada de la década de los ochenta la Deportiva llega a la tercera ronda de la Copa enfrentándose al Sporting de Gijón y terminando segunda en la tabla clasificatoria lo que supone volver a jugar el ascenso. Pasa la primera eliminatoria frente al Lugo y en la decisiva contra el Erandio, con el partido de vuelta en casa teniendo que remontar solo un gol en contra, el equipo acaba perdiendo lo que supone una gran decepción para todos.

#### Temporada 1985-86
En las siguientes campañas la Ponferradina siempre queda clasificada entre los cinco primeros y en la 1985-86 logra la segunda plaza volviendo a disputar el ascenso a Segunda B. Tras eliminar al C. D. Eldense juega frente al Mallorca B empatándose en los encuentros de ida y vuelta decidiéndose la eliminatoria por penaltis, en el terreno mallorquín, donde el triunfo y por tanto el cambio de categoría corresponde a los insulares. Pero al siguiente año la Deportiva se muestra intratable. Solo pierde tres de los cuarenta encuentros jugados lo que supone la primera posición y con ello el ascenso directo dado que los tres primeros tenían plaza en la categoría de bronce del fútbol español. Al frente del equipo como técnico Arlindo Cuesta y en la presidencia Delfrido Pérez Vales.

#### Temporada 1987-88
La primera temporada en Segunda B marca la mejor posición en la misma al ser cuarta en la tabla.

#### Temporada 1988-89
Se ilumina el campo de Fuentesnuevas.

### Años 1990
Anexo:Temporada 1990/91 de la Sociedad Deportiva Ponferradina
Anexo:Temporada 1992/93 de la Sociedad Deportiva Ponferradina
Anexo:Temporada 1993/94 de la Sociedad Deportiva Ponferradina
Anexo:Temporada 1994/95 de la Sociedad Deportiva Ponferradina
Anexo:Temporada 1995/96 de la Sociedad Deportiva Ponferradina
Anexo:Temporada 1996/97 de la Sociedad Deportiva Ponferradina
Anexo:Temporada 1997/98 de la Sociedad Deportiva Ponferradina
Anexo:Temporada 1998/99 de la Sociedad Deportiva Ponferradina
Anexo:Temporada 1999/00 de la Sociedad Deportiva Ponferradina

### Años 2000
Anexo:Temporada 2000/01 de la Sociedad Deportiva Ponferradina
Anexo:Temporada 2001/02 de la Sociedad Deportiva Ponferradina
Anexo:Temporada 2003/04 de la Sociedad Deportiva Ponferradina
Anexo:Temporada 2004/05 de la Sociedad Deportiva Ponferradina
Anexo:Temporada 2005/06 de la Sociedad Deportiva Ponferradina
Anexo:Temporada 2006/07 de la Sociedad Deportiva Ponferradina
Anexo:Temporada 2007/08 de la Sociedad Deportiva Ponferradina
Anexo:Temporada 2008/09 de la Sociedad Deportiva Ponferradina
Anexo:Temporada 2009/10 de la Sociedad Deportiva Ponferradina

### Años 2010

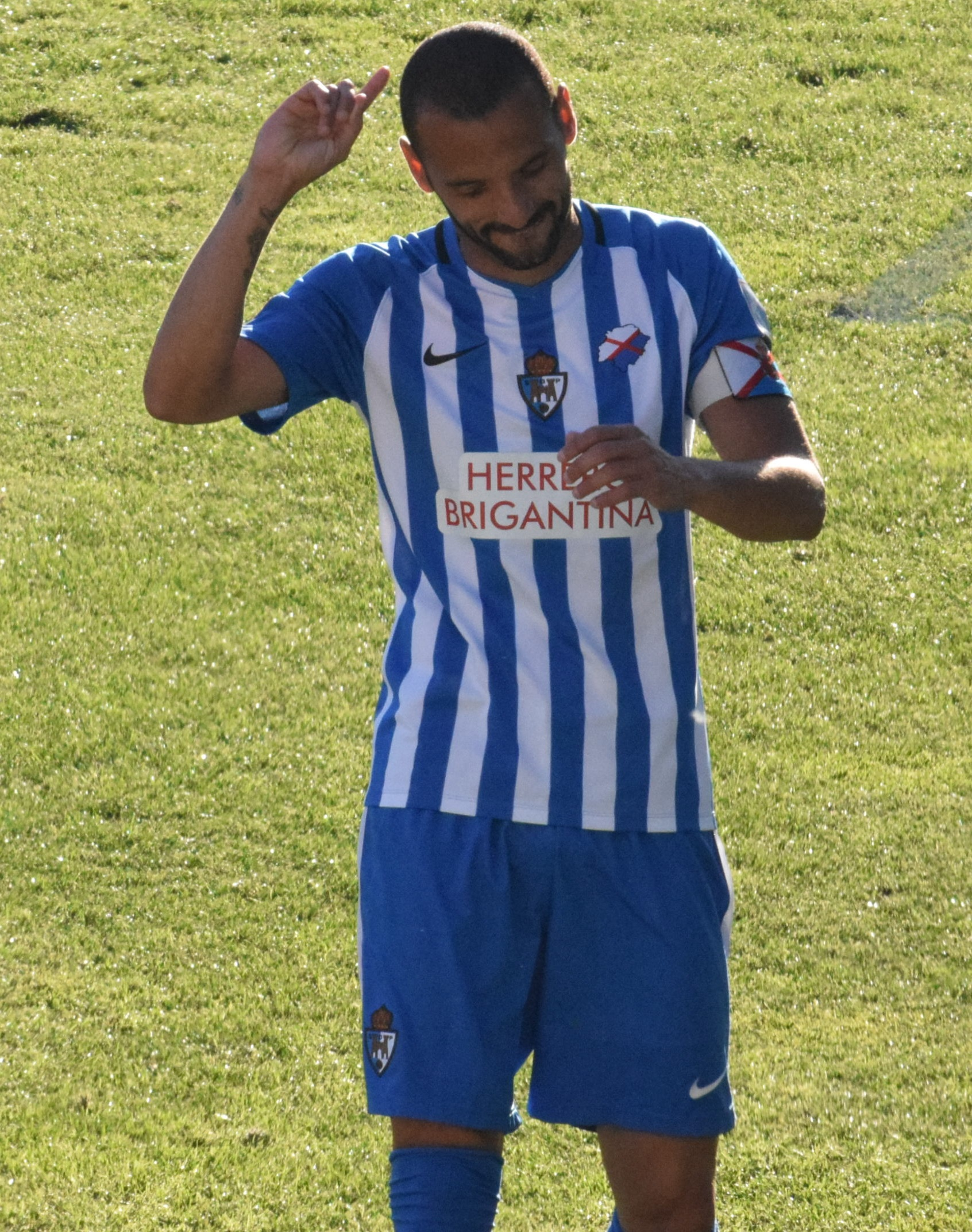
Yuri de Souza. Máximo goleador histórico del club

Anexo:Temporada 2010/11 de la Sociedad Deportiva Ponferradina.
Anexo:Temporada 2011/12 de la Sociedad Deportiva Ponferradina
Anexo:Temporada 2012/13 de la Sociedad Deportiva Ponferradina
Anexo:Temporada 2013/14 de la Sociedad Deportiva Ponferradina
Anexo:Temporada 2014/15 de la Sociedad Deportiva Ponferradina
Anexo:Temporada 2015/16 de la Sociedad Deportiva Ponferradina
Anexo:Temporada 2016/17 de la Sociedad Deportiva Ponferradina
Anexo:Temporada 2017/18 de la Sociedad Deportiva Ponferradina
Anexo:Temporada 2018/19 de la Sociedad Deportiva Ponferradina
Anexo:Temporada 2019/20 de la Sociedad Deportiva Ponferradina

### Años 2020
Anexo:Temporada 2020/21 de la Sociedad Deportiva Ponferradina
Anexo:Temporada 2021/22 de la Sociedad Deportiva Ponferradina
Anexo:Temporada 2022/23 de la Sociedad Deportiva Ponferradina
Anexo:Temporada 2023/24 de la Sociedad Deportiva Ponferradina

## Datos del club
- Socios: 7200 (2022-23)
- Temporadas en Primera División: 0

Debut: -
Mejor posición: -
Peor posición: -
Descensos: -
- Temporadas en Segunda División: 10

Debut: Temporada 2006-07
Mejor posición: 7.º (Temporadas 2012-13 y 2014-15)
Peor posición: 21.º (Temporada 2010-11)
Ascensos: 0
Descensos: 4 (Temporadas 2006-07, 2010-11, 2015-16 y 2022-23)
Más temporadas: Yuri de Souza Fonseca con 8 temporadas.
Más partidos disputados: Yuri de Souza Fonseca con 270 partidos.
Máximo goleador: Yuri de Souza Fonseca, Yuri, con 112 goles.
Máximo goleador en una temporada: Yuri de Souza Fonseca, Yuri, con 21 goles en la temporada 2012-13.
• Temporadas en Primera RFEF: 1
Debut: Temporada 2023-24
Mejor posición:
Peor posición:
Ascensos: 0
Descensos: 0
Más temporadas:
Más partidos disputados:
Máximo goleador:
Máximo goleador en una temporada:
- Temporadas en Segunda División B: 21

Debut: Temporada 1987-88
Mejor posición: 1.º
Peor posición: 19.º (Temporada 1993-94)
Ascensos: 4 (Temporadas 2005-06, 2009-10, 2011-12 y 2018-19 )
Descensos: 1 (Temporada 1993-94)
Más temporadas: Juan Manuel Fuentes Fernández, Fuentes, con 10 temporadas.
Más partidos disputados: Juan Manuel Fuentes Fernández, Fuentes, con 251 partidos.
Máximo goleador: Yuri de Souza Fonseca, Yuri, con 64 goles.
Máximo goleador en una temporada: Antonio Roberto Marcos Sánchez, Antonio, con 22 goles en la temporada 1993-94.
- Temporadas en Tercera División: 46

Debut: Temporada 1943-44
Mejor posición: 1.º (Temporadas 1957-58, 1965-66 y 1986-87)
Peor posición: 17.º (Temporada 1973-74)
Ascensos: 2 (Temporadas 1986-87 y 1998-99)
Descensos: 2 (Temporadas 1947-48 y 1973-74)
- Ediciones de la Copa del Rey: 26 (Incluida la 2017-18)

Debut: Temporada 1943-44
Mejor ronda: dieciseisavos de final (Temporadas 2011-12, 2012-13 y 2015-16)

### Evolución histórica
- La Segunda División B de España se introduce en 1977 como categoría intermedia entre la Segunda y la Tercera División.

## Temporada a temporada
| Temporada | División     | Lugar | Copa del Rey |
| --------- | ------------ | ----- | ------------ |
| 1926-27   |              |       |              |
| 1927-28   |              |       |              |
| 1928-29   |              |       |              |
| 1929-30   |              |       |              |
| 1930-31   | No compite   |       |              |
| 1931-32   | No compite   |       |              |
| 1932-33   |              |       |              |
| 1933-34   |              |       |              |
| 1934-35   |              |       |              |
| 1935-36   |              |       |              |
| 1936-37   | Guerra Civil |       |              |
| 1937-38   | Guerra Civil |       |              |
| 1938-39   | Guerra Civil |       |              |
| 1939-40   |              |       |              |
| 1940-41   | Reg.         |       |              |
| 1941-42   | Reg.         |       |              |
| 1942-43   | Reg.         |       |              |
| 1943-44   | 3.ª          | 10.º  |              |
| 1944-45   | 3.ª          | 4.º   |              |
| 1945-46   | 3.ª          | 2.º   |              |
| 1946-47   | 3.ª          | 5.º   |              |
| 1947-48   | 3.ª          | 13.º  |              |
| 1948-49   | Reg.         |       |              |
| 1949-50   | 3.ª          | 16.º  |              |
| 1950-51   | 3.ª          | 7.º   |              |
| 1951-52   | 3.ª          | 10.º  |              |
| 1952-53   | 3.ª          | 3.º   |              |
| 1953-54   | 3.ª          | 2.º   |              |
| 1954-55   | 3.ª          | 3.º   |              |
| 1955-56   | 3.ª          | 6.º   |              |
| 1956-57   | 3.ª          | 7.º   |              |
| 1957-58   | 3.ª          | 1.º   |              |
| 1958-59   | 3.ª          | 5.º   |              |
| 1959-60   | 3.ª          | 3.º   |              |

| Temporada | División | Lugar | Copa del Rey |
| --------- | -------- | ----- | ------------ |
| 1960-61   | 3.ª      | 10.º  |              |
| 1961-62   | 3.ª      | 5.º   |              |
| 1962-63   | 3.ª      | 11.º  |              |
| 1963-64   | 3.ª      | 2.º   |              |
| 1964-65   | 3.ª      | 3.º   |              |
| 1965-66   | 3.ª      | 1.º   |              |
| 1966-67   | 3.ª      | 2.º   |              |
| 1967-68   | 3.ª      | 3.º   |              |
| 1968-69   | 3.ª      | 5.º   |              |
| 1969-70   | 3.ª      | 6.º   |              |
| 1970-71   | 3.ª      | 8.º   |              |
| 1971-72   | 3.ª      | 14.º  |              |
| 1972-73   | 3.ª      | 14.º  |              |
| 1973-74   | 3.ª      | 17.º  |              |
| 1974-75   | Reg.     |       |              |
| 1975-76   | Reg.     |       |              |
| 1976-77   | 3.ª      | 11.º  |              |
| 1977-78   | 3.ª      | 4.º   |              |
| 1978-79   | 3.ª      | 3.º   |              |
| 1979-80   | 3.ª      | 4.º   |              |
| 1980-81   | 3.ª      | 2.º   |              |
| 1981-82   | 3.ª      | 5.º   |              |
| 1982-83   | 3.ª      | 4.º   |              |
| 1983-84   | 3.ª      | 5.º   |              |
| 1984-85   | 3.ª      | 3.º   |              |
| 1985-86   | 3.ª      | 2.º   |              |
| 1986-87   | 3.ª      | 1.º   |              |
| 1987-88   | 2.ªB     | 4.º   |              |
| 1988-89   | 2.ªB     | 10.º  |              |
| 1989-90   | 2.ªB     | 6.º   |              |
| 1990-91   | 2.ªB     | 15.º  |              |
| 1991-92   | 2.ªB     | 14.º  |              |
| 1992-93   | 2.ªB     | 8.º   |              |
| 1993-94   | 2.ªB     | 19.º  | 3.ª Ronda    |

| Temporada | División | Lugar | Copa del Rey |
| --------- | -------- | ----- | ------------ |
| 1994-95   | 3.ª      | 10.º  | 1.ª Ronda    |
| 1995-96   | 3.ª      | 14.º  | -            |
| 1996-97   | 3.ª      | 6.º   | -            |
| 1997-98   | 3.ª      | 3.º   | -            |
| 1998-99   | 3.ª      | 3.º   | -            |
| 1999-00   | 2.ªB     | 15.º  | 1.ª Ronda    |
| 2000-01   | 2.ªB     | 11.º  | -            |
| 2001-02   | 2.ªB     | 14.º  | -            |
| 2002-03   | 2.ªB     | 11.º  | -            |
| 2003-04   | 2.ªB     | 7.º   | -            |
| 2004-05   | 2.ªB     | 1.º   | Previa       |
| 2005-06   | 2.ªB     | 4.º   | Previa       |
| 2006-07   | 2.ª      | 20.º  | 2.ª Ronda    |
| 2007-08   | 2.ªB     | 1.º   | 3.ª Ronda    |
| 2008-09   | 2.ªB     | 3.º   | 1-16         |
| 2009-10   | 2.ªB     | 1.º   | 2.ª Ronda    |
| 2010-11   | 2.ª      | 21.º  | 3.ª Ronda    |
| 2011-12   | 2.ªB     | 2.º   | 1-16         |
| 2012-13   | 2.ª      | 7.º   | 1-16         |
| 2013-14   | 2.ª      | 16.º  | 2.ª Ronda    |
| 2014-15   | 2.ª      | 7.º   | 2.ª Ronda    |
| 2015-16   | 2.ª      | 19.º  | 1-16         |
| 2016-17   | 2.ªB     | 5.º   | 1.ª Ronda    |
| 2017-18   | 2.ªB     | 12.º  | 1-16         |
| 2018-19   | 2.ªB     | 2.º   | –            |
| 2019-20   | 2.ª      | 18.º  | 2.ª Ronda    |
| 2020-21   | 2.ª      | 8.º   | 1.ª Ronda    |
| 2021-22   | 2.ª      | 8.º   | 1-16         |
| 2022-23   | 2.ª      | 19.º  | 1.ª Ronda    |
| 2023-24   | 1.ª RFEF | 2.°   | 1-32         |

## Jugadores Históricos

### Más partidos disputados
Son 12 jugadores los que han disputado más de 300 partidos con la camiseta de la S. D. Ponferradina a lo largo de toda su historia. A continuación se muestran en una tabla a los 12 jugadores que lo han hecho ordenados por el número de partidos disputados con la camiseta blanquiazul.
Nota: indicados en negrita y resaltados en azul jugadores activos en el club.
| #  | Jugador                         | Temporadas            | Partidos |
| -- | ------------------------------- | --------------------- | -------- |
| 1  | Yuri de Souza                   | 2009-16; 2017-23 (14) | 511      |
| 2  | Eduardo Fernández               | 1975-1993 (18)        | 452      |
| 3  | Marcos Tyrone                   | 1972-1985 (13)        | 430      |
| 4  | Luis Quindós                    | 1978-1993 (15)        | 402      |
| 5  | O'Donnell                       | 1981-1992 (11)        | 366      |
| 6  | Pepe Ramos                      | 70´- 80´- 90´ (11)    | 356      |
| 7  | Manolo Santamarina              | 1979-1991 (12)        | 348      |
| 8  | Francisco Cascallana, ‘Paquito’ | 1980-1990 (10)        | 341      |
| 9  | Juan Fuentes                    | 1998-2010 (12)        | 335      |
| 10 | Jonathan Ruiz                   | 2008-2017 (9)         | 332      |
| 11 | Enrique Rodríguez               | 1956-1971 (15)        | 319      |
| 12 | Luis Flórez                     | 1982-1995 (12)        | 318      |

### Máximos goleadores históricos.
Yuri de Souza es el máximo goleador histórico de la S. D. Ponferradina con 195 goles. El 20 de septiembre de 2020, en el partido correspondiente a la jornada 2 de la temporada 2020/2021 de Segunda División de España, superaba a Marcos Tyrone y se convertía en el máximo goleador histórico del club centenario de Ponferrada.
El segundo máximo goleador es Marcos Tyrone con 157 goles. Fue el máximo goleador histórico durante 35 años desde que se retiró en 1985 hasta el 2020 que fue superado por Yuri de Souza. 
Son los dos únicos jugadores que han metido más de 100 goles con el club de la comarca de El Bierzo.
A continuación se muestra una tabla con los seis máximos goleadores históricos del club.
| # | Jugador                        | Temporadas            | Goles | Partidos | Prom. |
| - | ------------------------------ | --------------------- | ----- | -------- | ----- |
| 1 | Yuri de Souza                  | 2009-16; 2017-23 (14) | 195   | 486      | 0,40  |
| 2 | Marcos Tyrone                  | 1972-1985 (13)        | 157   | 430      | 0,37  |
| 3 | O’Donnell Voces                | 1980-82; 1983-92 (11) | 97    | 366      | 0,27  |
| 4 | Pin Cuesta                     | 1952-1960 (8)         | 91    | 212      | 0,43  |
| 5 | Francisco Cascallana ‘Paquito’ | 1977-80; 1982-90 (11) | 88    | 341      | 0,26  |
| 6 | José Eulate                    | 1973-75; 1984-89 (7)  | 84    | 167      | 0,50  |

#### Goleadores históricos enSegunda División.
A continuación, se muestran en una tabla a los 12 máximos goleadores históricos del club en la categoría de plata del fútbol español, la  Segunda División. Son los 12 futbolistas que han metido 10 o más goles con el club en la categoría. El máximo goleador es Yuri de Souza con 116 goles en 311 partidos, muy lejos del segundo máximo goleador que es Acorán Barrera con 28 goles en 176 partidos.
Nota: Resaltados en azul jugadores en activo.
| #  | Jugador        | Temporadas                    | Goles | Partidos | Prom. |
| -- | -------------- | ----------------------------- | ----- | -------- | ----- |
| 1  | Yuri de Souza  | 2010-11; 2012-16; 2019-23 (9) | 116   | 311      | 0,38  |
| 2  | Acorán Barrera | 2010 - 11; 2012 - 16 (5)      | 28    | 176      | 0,16  |
| 3  | Jesús Berrocal | 2013 - 16 (3)                 | 13    | 85       | 0,15  |
| 4  | Dani Ojeda     | 2021 - 23 (2)                 | 12    | 74       | 0,16  |
| 5  | Edu Espiau     | 2021 - 23 (12)                | 12    | 77       | 0,15  |
| 6  | Gaizka Saizar  | 2010 - 11 (1)                 | 11    | 34       | 0,32  |
| 7  | José Naranjo   | 2021 - 23 (2)                 | 11    | 70       | 0,16  |
| 8  | Fofo           | 2012 - 14 (2)                 | 10    | 46       | 0,22  |
| 9  | Rubén Vega     | 2006 - 07; 2010 - 11 (2)      | 10    | 54       | 0,19  |
| 10 | Óscar Sielva   | 2019 - 21 (2)                 | 10    | 67       | 0,15  |
| 11 | Pablo Valcarce | 2019 - 21 (2)                 | 10    | 71       | 0,14  |
| 12 | Máyor          | 2010 - 11; 2012 - 13 (2)      | 10    | 74       | 0,13  |

#### Goleadores históricos enSegunda División B.
A continuación, se muestran en una tabla a los 10 máximos goleadores históricos del club en la categoría de bronce del fútbol español, la  Segunda División B.
Nota: Resaltados en azul jugadores en activo.
| #  | Jugador                        | Temporadas                          | Goles | Partidos | Prom. |
| -- | ------------------------------ | ----------------------------------- | ----- | -------- | ----- |
| 1  | Yuri de Souza                  | 2009 - 10; 2011 - 12; 2017 - 19 (4) | 64    | 133      | 0,48  |
| 2  | Rubén Vega                     | 2004 - 06; 2007 - 10 (5)            | 44    | 172      | 0,26  |
| 3  | Óscar de Paula                 | 2007 - 10 (3)                       | 43    | 88       | 0,49  |
| 4  | Francisco Cascallana ‘Paquito’ | 1987 - 90 (3)                       | 37    | 99       | 0,37  |
| 5  | Jesús Panadero                 | 2000 - 01; 2002 - 04 (3)            | 27    | 78       | 0,35  |
| 6  | O’Donnell Voces                | 1987 - 92 (5)                       | 27    | 165      | 0,16  |
| 7  | Juan Luis Cascallar            | 1999 - 04 (5)                       | 25    | 168      | 0,15  |
| 8  | José Luis Soto                 | 1991 - 92; 2003 - 06 (4)            | 23    | 121      | 0,19  |
| 9  | Antonio Roberto Marcos         | 1993 - 94 (1)                       | 22    | 35       | 0,63  |
| 10 | Manolo Santiago                | 1992 - 94 (2)                       | 18    | 64       | 0,28  |

#### Máximos goleadores por temporada
A continuación, se muestran en una tabla a los máximos goleadores de cada una de las 21 temporadas del club en Segunda División B de España y de las 10 temporadas del club en Segunda División de España.
| Temporada | Jugador                            | Goles | Partidos | Prom. |
| --------- | ---------------------------------- | ----- | -------- | ----- |
| 2023-24   | Yuri de Souza (12)                 | 5     | 29       | 0.17  |
| 2022-23   | Yuri de Souza (11)                 | 9     | 37       | 0.24  |
| 2021-22   | Yuri de Souza (10)                 | 15    | 39       | 0.38  |
| 2020-21   | Yuri de Souza (9)                  | 11    | 40       | 0.28  |
| 2019-20   | Yuri de Souza (8)                  | 18    | 43       | 0.42  |
| 2018-19   | Yuri de Souza (7)                  | 19    | 33       | 0.58  |
| 2017-18   | Yuri de Souza (6)                  | 20    | 36       | 0.56  |
| 2016-17   | Héctor Figueroa                    | 10    | 39       | 0.26  |
| 2015-16   | Yuri de Souza (5)                  | 10    | 21       | 0.48  |
| 2014-15   | Yuri de Souza (4)                  | 16    | 39       | 0.41  |
| 2013-14   | Yuri de Souza (3)                  | 12    | 37       | 0.32  |
| 2012-13   | Yuri de Souza (2)                  | 21    | 40       | 0.53  |
| 2011-12   | Yuri de Souza                      | 27    | 42       | 0.64  |
| 2010-11   | Gaizka Saizar                      | 11    | 35       | 0.31  |
| 2009-10   | Óscar de Paula (3)                 | 11    | 27       | 0.41  |
| 2008-09   | Óscar de Paula (2)                 | 19    | 45       | 0.42  |
| 2007-08   | Óscar de Paula                     | 18    | 33       | 0.55  |
| 2006-07   | Nabil Baha                         | 9     | 20       | 0.45  |
| 2005-06   | Diego Ribera                       | 12    | 40       | 0.30  |
| 2004-05   | José Luis Soto María               | 9     | 34       | 0.26  |
| 2003-04   | Sergio Gámiz                       | 7     | 35       | 0.20  |
| 2002-03   | Alejandro Suárez Castroagudín      | 13    | 37       | 0.35  |
| 2001-02   | Aiert Derteano                     | 13    | 18       | 0.72  |
| 2000-01   | Jesús Panadero                     | 13    | 30       | 0.43  |
| 1999-00   | Alberto Rodríguez Ramos            | 6     | 28       | 0.21  |
| 1993-94   | Antonio Roberto Marcos             | 22    | 37       | 0.59  |
| 1992-93   | Manuel Santiago Segura             | 19    | 38       | 0.50  |
| 1991-92   | Jesús Hevia Álvarez                | 16    | 37       | 0.43  |
| 1990-91   | Manuel Rodríguez Santamarina       | 9     | 39       | 0.23  |
| 1989-90   | Francisco Cascallana ‘Paquito’ (2) | 16    | 31       | 0.52  |
| 1988-89   | O’Donnell Voces                    | 7     | 30       | 0.23  |
| 1987-88   | Francisco Cascallana ‘Paquito’     | 15    | 37       | 0.41  |

## Palmarés

### Campeonatos nacionales
- Segunda División B de España (3): 2004-2005,2006-2007,2009-2010
- Tercera División de España (3): 1957-58, 1965-66, 1986-87

### Campeonatos regionales
- Copa de Castilla y León (1): 2010-11

### Trofeos amistosos
- Trofeo Ayuntamiento de Monforte: (2) 1980, 2003
- Trofeo Concepción Arenal: (2) 2013, 2019
- Trofeo Ministro de Información y Turismo (Vivero): (1) 1967
- Trofeo Memorial Héctor Rial: (1) 2003
- Trofeo Emma Cuervo: (1) 2019
- Trofeo Teresa Herrera: (1) 2021
- Trofeo Hermanos Tarralva: (1) 2024

## Uniforme
- Uniforme titular: Camiseta a rayas verticales azules y blancas con detalles negros, pantalón azul y medias azules.
- Uniforme alternativo: Camiseta con rayas verticales azules y negras, con el escudo bordado de blanco. El pantalón y las medias son principalmente negros.
- Tercer uniforme: Camiseta rosa con un patrón de cubos en 3 dimensiones y con los detalles clásicos de adidas de color negro.

| Titular | Alternativo | Tercero |  |

### Proveedores y patrocinadores
| Período   | Proveedor | Patrocinador       | Patrocinador secundario |
| 1922–1982 | Ninguno   | Ninguno            |                         |
| 1982–1985 | Adidas    | Ninguno            |                         |
| 1985–1986 | Ressy     | Ninguno            |                         |
| 1986–1987 | Ressy     | La Crónica         |                         |
| 1987–1988 | Ressy     | La Crónica         |                         |
| 1988–1989 | Ressy     | La Crónica         |                         |
| 1989–1990 | Ressy     | La Crónica         |                         |
| 1990–1991 | Zico      | La Crónica 16      |                         |
| 1991–1992 | Zico      | La Crónica 16      |                         |
| 1992–1993 | Zico      | La Crónica 16      |                         |
| 1993–1994 | Lotto     | Vino del Bierzo    |                         |
| 1994–1995 | Lotto     | Vino del Bierzo    |                         |
| 1995–1996 | Lotto     | Vino del Bierzo    |                         |
| 1996–1997 | Lotto     | Vino del Bierzo    |                         |
| 1997–1998 | Adidas    | Vino del Bierzo    |                         |
| 1998–1999 | Adidas    | Vino del Bierzo    |                         |
| 1999–2000 | Joluvi    | Comonor            |                         |
| 2000–2001 | Joluvi    | Comonor            |                         |
| 2001–2002 | Rasán     | Señorío de Peñalba |                         |
| 2002–2003 | Rasán     | Señorío de Peñalba |                         |
| 2003–2004 | Rasán     | Señorío de Peñalba |                         |
| 2004–2005 | Rasán     | Grucoca            |                         |
| 2005–2006 | Rasán     | Grucoca LagunAir   |                         |
| 2006–2007 | Rasán     | Teconsa            |                         |
| 2007–2008 | Rasán     | Teconsa            |                         |
| 2008–2009 | Rasán     | Teconsa            |                         |
| 2009–2010 | Rasán     | Bio3               | Grupo Valcarce          |
| 2010–2011 | Nike      | Bio3               | Grupo Valcarce          |
| 2011–2012 | Nike      | Bio3               | Grupo Valcarce          |
| 2012–2013 | Adidas    | Bio3               | Grupo Valcarce          |
| 2013–2014 | Adidas    | Bio3               | Grupo Valcarce          |

| Período   | Proveedor | Patrocinador       | Patrocinador secundario   |
| 2014–2015 | Adidas    | Bio3               | Grupo Valcarce Caja Rural |
| 2015–2016 | Adidas    | Bio3               | Grupo Valcarce Caja Rural |
| 2016–2017 | Nike      | Bio3               | Grupo Valcarce Caja Rural |
| 2017–2018 | Nike      | Herrero Brigantina | Grupo Valcarce Caja Rural |
| 2018–2019 | Nike      | Herrero Brigantina | Grupo Valcarce Caja Rural |
| 2019–2020 | Adidas    | Herrero Brigantina | Grupo Valcarce Caja Rural |
| 2020–2021 | Adidas    | Herrero Brigantina | Grupo Valcarce Caja Rural |
| 2021–2022 | Adidas    | Herrero Brigantina | Grupo Valcarce Caja Rural |
| 2022–2023 | Adidas    | Tvitec             | Grupo Valcarce Caja Rural |
| 2023–2024 | Adidas    | Tvitec             | Grupo Valcarce Caja Rural |
| 2024–2025 | Adidas    | Tvitec Cricursa    | Grupo Valcarce Caja Rural |
| 2025-2026 | Adidas    | Tvitec Cricursa    | Grupo Valcarce Caja Rural |

### Evolución del uniforme
|  | 1925 | 1933 | 1946 | 1955 | 1965 | 1975 | 1981 | 1982-1985 |  |

| 1985-1986 | 1986-1990 | 1990-1993 | 1993-1997 | 1997-1999 | 1999-2001 | 2001-2004 | 2004-2005 |  |

| 2005-2006 | 2006-2008 | 2008-2009 | 2009-2010 | 2010-2012 | 2012-2013 | 2013-2014 | 2014-2015 |  |

| 2015-2016 | 2016-2017 | 2017-2018 | 2018-2019 | 2019-2020 | 2020-2021 | 2021-2022 | 2022-2023 |  |

| 2023-2024 | 2024-2025 | 2025-2026 |

### Evolución del uniforme alternativo
| 2006-2007 | 2007-2008 | 2008-2009 | 2009-2010 | 2010-2011 | 2011-2012 | 2012-2013 | 2013-2014 |  |

| 2014-2015 | 2015-2016 | 2016-2017 | 2017-2018 | 2018-2019 | 2019-2020 | 2020-2021 | 2021-2022 |  |

| 2022-2023 | 2023-2024 | 2024-2025 | 2025-2026 |

### Evolución del tercer uniforme
| 2010-2011 | 2012-2013 | 2013-2014 | 2014-2015 | 2015-2016 | 2016-2017 | 2017-2018 | 2018-2019 |  |

| 2019-2020 | 2020-2021 | 2021-2022 | 2022-2023 | 2023-2024 | 2024-2025 | 2025-2026 |

### Uniformes especiales
| Alicante CF 25/06/2006 | Real Madrid 20/12/2011 | SD Eibar 10/05/2014 | Pretemporada 2015-2016 | Pretemporada 2017-2018 | Pretemporada 2018-2019 | Pretemporada 2019-2020 | R Oviedo 12/06/2020 |

## Estadios

### Santa Marta
El primer estadio oficial de la entidad fue Santa Marta, el cual contaba con una capacidad de tan sólo 500 espectadores y cuyos terrenos fueron comprados por 4250 pesetas e inaugurado el 8 de septiembre de 1923 en un partido contra la Cultural Leonesa. El 7 de marzo de 1974 se vende debido a motivos económicos por 26 millones de pesetas.

### El Toralín

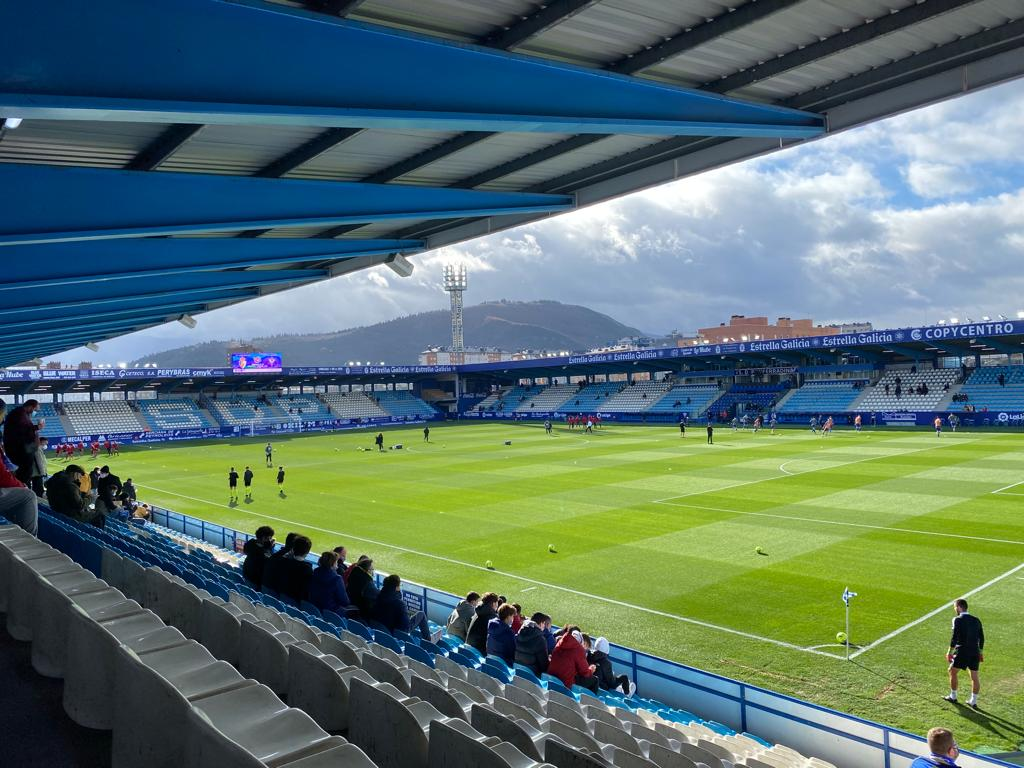
El Toralín